# Figos Lampos
Figo Lampo son una serie de cultivares de higuera común Ficus carica de higos de maduración muy temprana (brevas). Se cultivan en zonas carentes de heladas en el Algarve (Portugal).

## variedadesde 'figos lampos'
- „Dauphine“ muy productiva en terreno de secano,
- „Maia“ en secano, muy productiva,
- „Lampa Preta“ menos productiva que las anteriores, tiene un periodo de recolección mucho más largo, por lo que puede resultar más ventajoso,[4]

## Historia
Dentro de la Unión Europea, España es junto a Grecia y Portugal, el mayor productor de higos.
El cultivo extensivo de las higueras era tradicional en Portugal, especialmente en las regiones del Algarve, Moura, Torres Novas y Mirandela. Se cosechaban los llamados figos vindimos (higos propiamente dichos), que tenían como destino el mercado de los higos secos, para el consumo humano o industrial, pero también para la alimentación de los animales.
Era un higueral de baja densidad, entre 100 y 150 higueras por hectárea, con árboles de gran porte, baja productividad y mucha mano de obra. Todo esto, unido a la fuerte competencia de los higos provenientes del norte de África y Turquía, provocó un progresivo abandono de este cultivo.
Hoy día se está recuperando, pero orientada la producción para su consumo en fresco, imponiéndose variedades más productivas adaptadas a las exigencias y gustos del mercado, aumentando las densidades de plantación e incluso aportando la posibilidad de riego. La producción de higos para el mercado de fruta fresca tiene dos épocas distintas de producción. Una en mayo, junio y julio, que es la época de los figos lampos (brevas); y otra en agosto y septiembre, hasta las primeras lluvias, que es la época de los figos vindimos (higos).

## Cultivo
La producción de figos lampos solo es viable en regiones donde no haya heladas tardías (tal es el caso del Algarve en Portugal).